# Théâtre national du Costa Rica
Le Théâtre national du Costa Rica est le principal théâtre du Costa Rica. Il se trouve au centre de San José, capitale du Costa Rica, entre la Place Juan Mora Fernández, nommée en l'honneur du premier Chef d'État du Costa Rica, et la Place de la Culture. Le théâtre est un symbole de l’âge d'or du café et de la Belle Époque au Costa Rica.

## Histoire

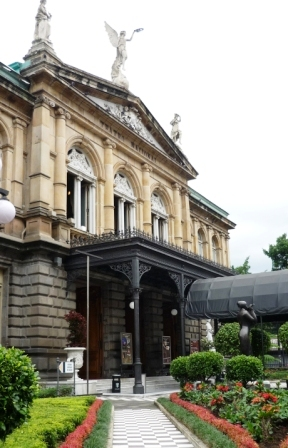
Accès principal

La construction du Théâtre national commença en janvier 1891, lorsque la ville de San José comptait autour de 20.000 habitants. Le théâtre, comme représentation artistique est présent au Costa Rica depuis la période coloniale, déterminé par les thèmes religieux, et qui se développa dans des espaces à prédominance privés. 
Avec l'indépendance (1821) et la construction de la naissante république, le rôle de l'État fut associé à l'obtention du "progrès". Lors de l'administration de Juan Rafael Mora Porras (1849-1859) est inaugurée le Théâtre Mora, ultérieurement Théâtre Municipal, à caractère public, lequel concentra la réalisation d'événements artistiques du milieu urbain costaricien jusqu'en 1888, année de sa destruction par un tremblement de terre. 
Le président José Joaquín Rodríguez Zeledón (1890-1894), reprit l'inquiétude que beaucoup de secteurs de la population de San José sentirent pendant des décennies, celle de compter avec un théâtre digne de réaliser des spectacles de grande qualité artistique. 
Pour financer cette œuvre, le Trésor Public investit 200.000 pesos, obtenus grâce à l'établissement d'un impôt de 20 centavos sur chaque 46 kilogrammes de café exporté (Décret N° XXXIII du 28 mai 1890). Quelques mois après le début de la construction, l'argent prévu était devenu insuffisant, raison pour laquelle le président Rodríguez Zeledón émit un nouveau Décret, N° XCVII du 29 décembre 1892, pour prolonger l'impôt déjà décrété. Pourtant, quinze mois après fut publié un troisième Décret, N° XIII du 20 mai 1893, qui remplaça l'impôt sur l'exportation du café par un impôt sur l'importation des marchandises. Ceci permit de percevoir un total de 132.873 pesos. Les « cafetaleros » apportèrent donc 4.42% du coût total de la construction et de l'ornementation du Théâtre national, tandis que le restant 95,58% fut couvert par l'ensemble des costariciens à travers l’impôt sur les importations, ce qui met à mal le mythe selon lequel le Théâtre national aurait été édifié seulement avec l'argent des grands cafetaleros.
L’Etat ne lésina pas sur les dépenses de la construction du Théâtre. Furent utilisés des bois précieux, provenant principalement de la province d'Alajuela, du fer importé, du marbre de Carrare, ainsi que de l'or et des verres de France. La construction dura six ans au lieu des deux prévus, car l'œuvre était trop compliquée pour l'époque.
L'inauguration officielle eut lieu le 19 octobre 1897, en pleine Belle Époque, avec l'opéra Faust de Charles Gounod, interprétée par la Compagnie Française Aubry.

## Architecture et décoration

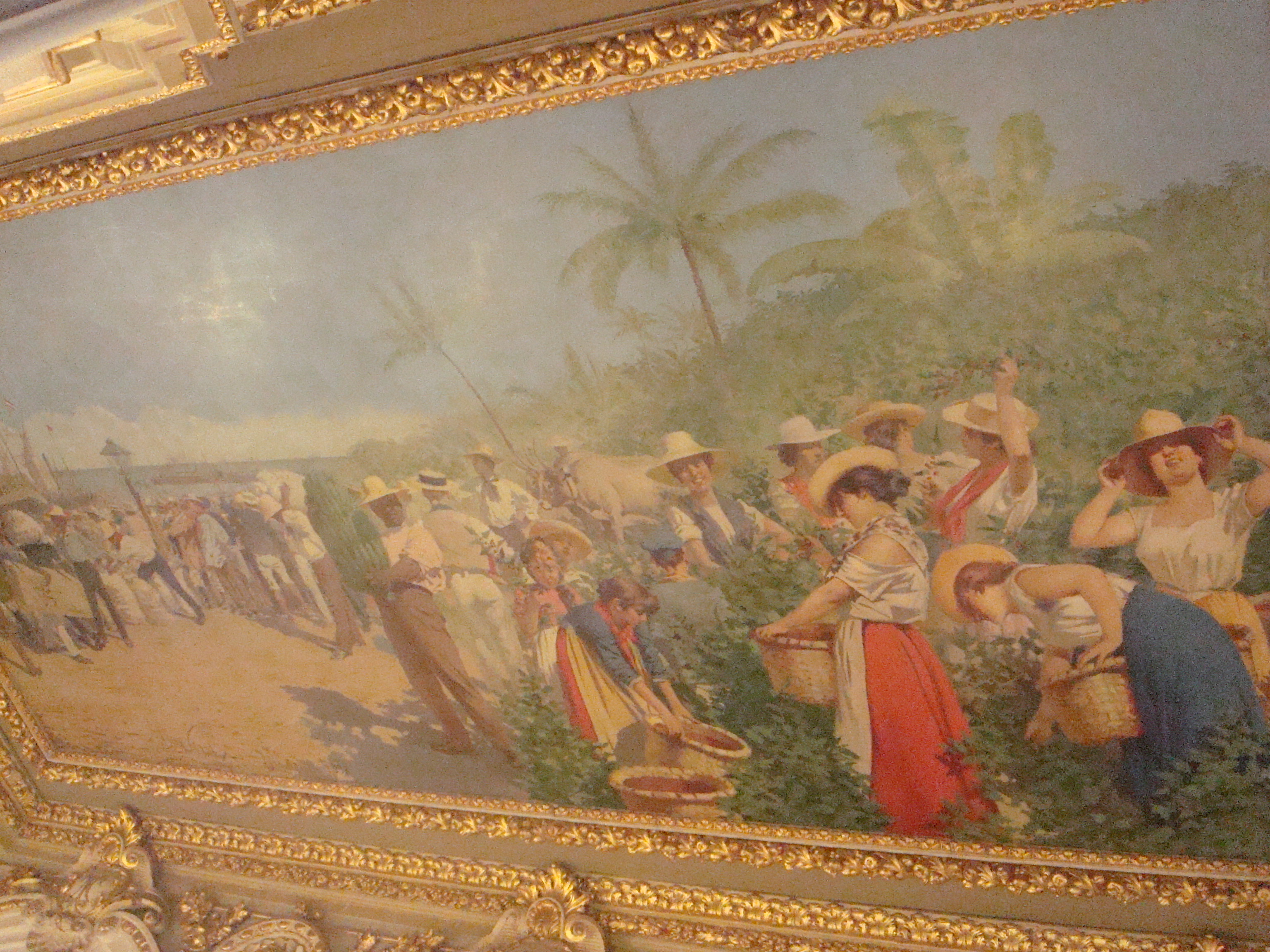
Allégorie du café et de la banane (1897), de l'italien Aleardo Villa.

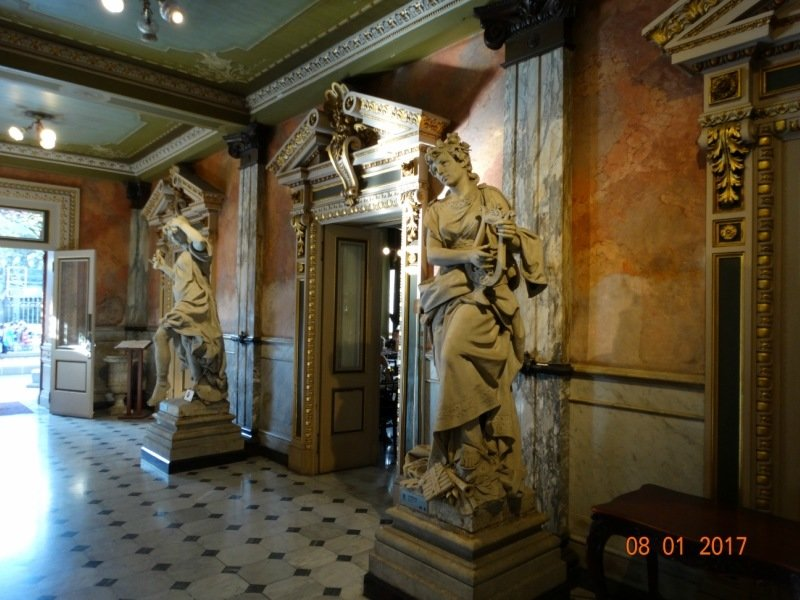
Entrée au théâtre

Les parties les plus importantes du Théâtre national sont la façade, le vestibule, le grand escalier, le foyer et la salle.
Le théâtre possède une architecture de style néo-Renaissance du plus pur style néoclassique, avec des marbres amenés d'Italie et une décoration intérieure avec des scènes associées au café ; la plus populaire des peintures du théâtre est de l'italien Aleardo Villa, faite en 1897 et connue populairement comme Allégorie du café et de la banane, dont le nom officiel est Allégorie du Commerce et de l'Agriculture du Costa Rica. Ce tableau décrit la vie économique du pays dans la deuxième partie du XIXe siècle, basée sur les monocultures du café et de la banane comme moteur du modèle agroexportateur. Cette peinture a été reproduite sur le billet de cinq colons pendant quelques décennies, à la fin des années 1960.
Les plans du Théâtre national furent élaborés par des ingénieurs costariciens, lesquels s'étaient formés en Europe, hormis les plans du système de nivellement du terrain, élaborés par l'ingénieur mécanicien Cesare Saldini, de nationalité italienne.
Une tendance allemande a marqué le caractère du Théâtre national, malgré la variété de style, avec ses intérieurs pompéiens, avec le baroque et le rococo de la décoration interne du deuxième vestibule, et avec son dôme métallique fabriquée en Belgique. Les murs furent dressés par des maîtres maçons nationaux.
L'intérieur du Théâtre national est aussi beau que l'extérieur, avec les fameuses sculptures de Pietro Bulgarelli, qui a créé les trois statues qui couronnent la façade, qui représentent la danse, la renommée et la musique. Les statues originales se trouvent à l'intérieur du théâtre pour limiter leur dégradation. 

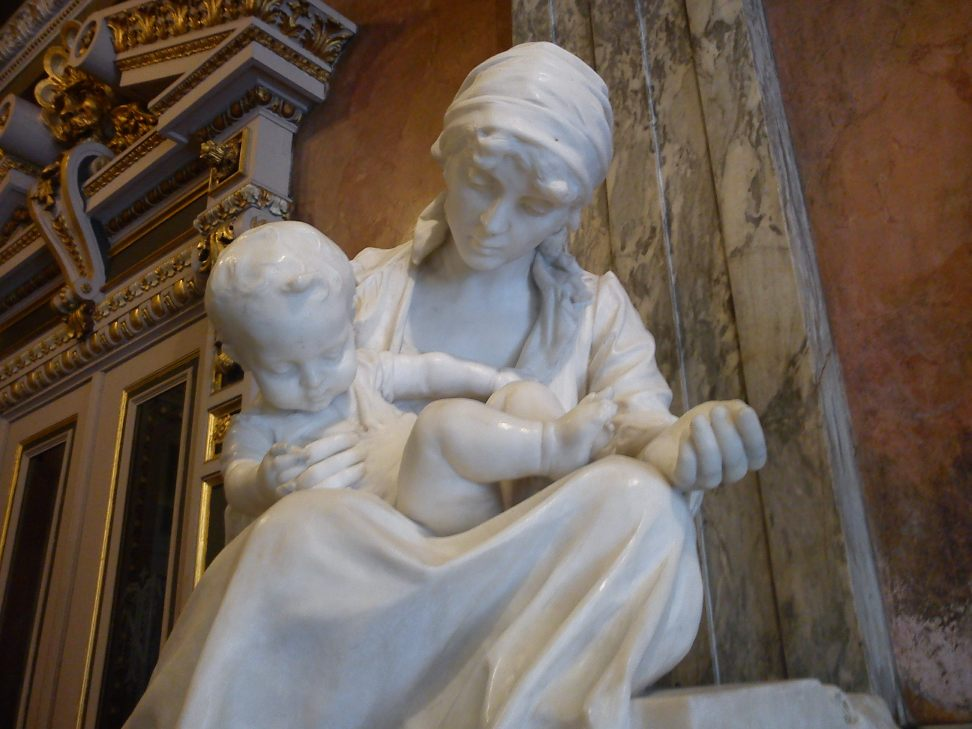
Les héros de la misère, de.

D'autres statues représentent l'espagnol Calderón de la Barca et le compositeur allemand Ludwig van Beethoven, œuvres de l'artiste italien Adriático Froli. 
Dans le jardin du théâtre se trouve une sculpture plus contemporaine, Le Flûtiste du costaricien Jorge Jiménez Deredia.
Le vestibule, considéré comme un des plus beaux lieux du théâtre, est de style pompéien. Le plancher et les colonnes sont en marbre, bien que les colonnes soient entourées par des ceintures de bronze. On y trouve la sculpture du costaricien Juan Ramón Bonilla (es), Les Héros de la Misère. 
Dans un deuxième vestibule sont placées les statues de la Comédie et de la Tragédie, du sculpteur genevois Pietro Capurro.

## Le théâtre actuel

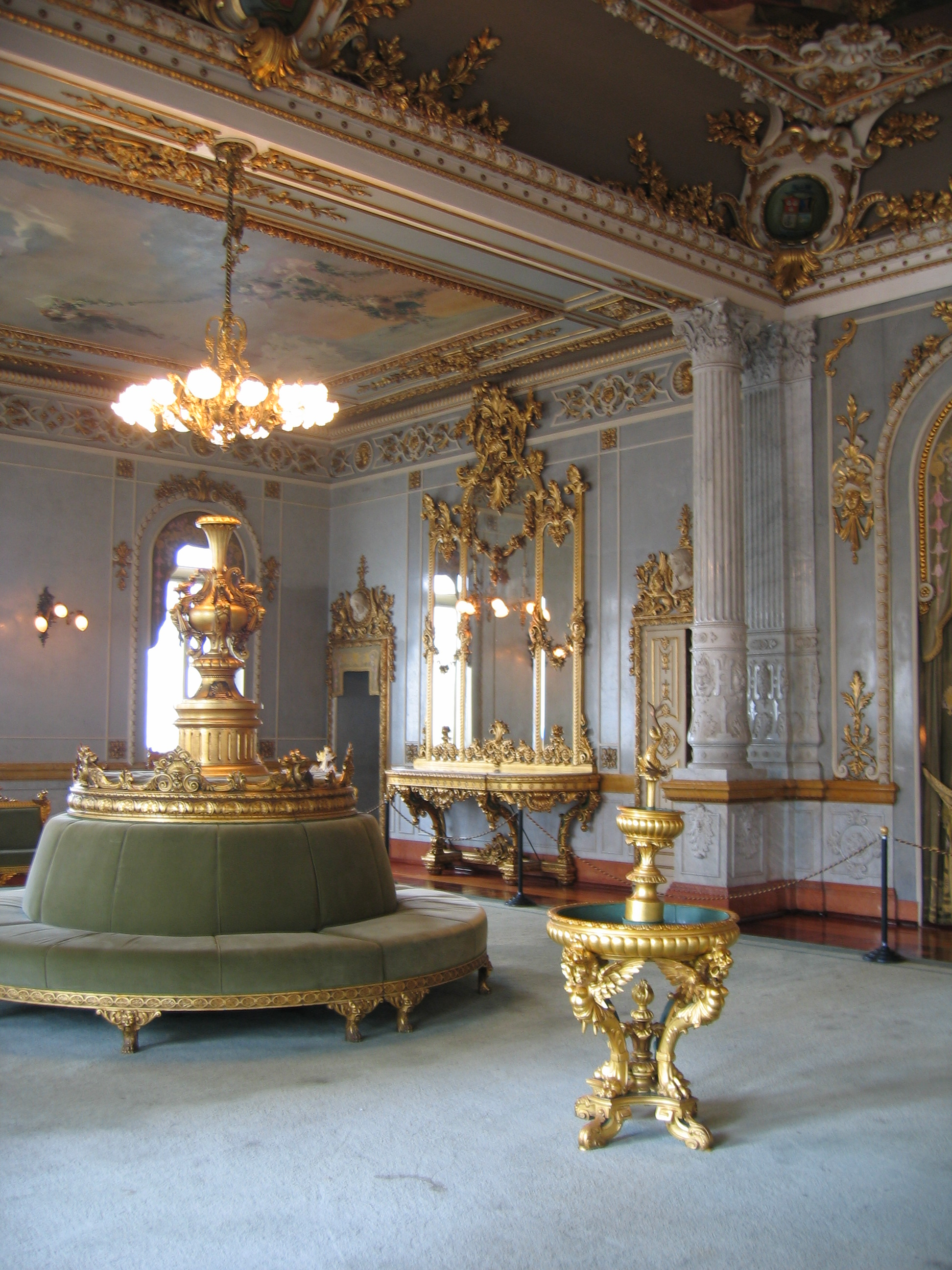
Intérieur du foyer.

Présentement, le Théâtre continue de proposer sa programmation culturelle dont les activités sont sélectionnées avec une grand soins afin de préserver une haute qualité des productions. C'est un des endroits où peut être entendue la série annuelle des concerts de l'Orchestre symphonique national du Costa Rica.
Le Théâtre est également une attraction touristique en raison de sa magnifique architecture néo-classique. La direction propose des visites chaque heure le week-end. Le Théâtre possède un petit café et une boutique cadeaux. L'extérieur du Théâtre se visite aussi, ce qui permet d'apprécier les diverses statues représentant des allégories ou des personnalités artistiques. Le théâtre et les places aux alentours forment un des lieux les plus fréquentés par les Costariciens et les touristes de passage à San José.
Déclaré Monument national en 1965, le Théâtre national est un des joyaux du patrimoine national et, à l'instar de l'Opéra Garnier pour la France ou le Théâtre Colón en Argentine, il est un des symboles de l'effort des générations passées pour investir dans la culture. À cet égard, il continue de marquer les esprits des nouvelles générations du Costa Rica.
Le Théâtre national a été non seulement la scène où ont lieu les spectacles majeurs d'artistes internationaux comme nationaux, mais il est aussi utilisé comme salle de bal lors de visites de chef d'État, ainsi que de salle de conférences et autres manifestations officielles.